# Ražljevo
Ražljevo (en serbe cyrillique : Ражљево) est un village de Bosnie-Herzégovine. Il est situé dans le district de Brčko. Selon les premiers résultats du recensement de 2013, il compte 255 habitants.

## Géographie
Le village est situé à la confluence de la Crna rijeka et du Lukavac.

## Démographie

### Évolution historique de la population dans la localité
| 1948 | 1953 | 1961 | 1971 | 1981 | 1991 | 2013 |
| ---- | ---- | ---- | ---- | ---- | ---- | ---- |
| -    | -    | 498  | 479  | 423  | 341  | 255  |

|  |

### Communauté locale
En 1991, la communauté locale de Ražljevo comptait 1 634 habitants, répartis de la manière suivante :